# چارلتون (ماساچوست)
چارلتن (به انگلیسی: Charlton) شهرکی در شهرستان ورچستر ایالت ماساچوست می‌باشد که در سال ۱۷۷۵ بنیان‌گذاری شده‌است. این شهرک در سرشماری سال ۲۰۱۰ میلادی، ۱۲٬۹۸۱ نفر جمعیت داشته‌است.